# Ștefan Dimitrie Grecianu
Ștefan Dimitrie Grecianu (n. 19 septembrie 1825, București, Țara Românească – d. 1 august 1908, București, România) a fost un academician român, istoric, genealogist, heraldist și membru de onoare (din 1905) al Academiei Române.

## Viața
După ce a făcut primii ani de școală acasă, timp de 4 ani a urmat cursuri la Paris. A revenit în țară în 1848 și a profesat ca procuror și judecător la Tribunalul Ilfov până în 1859. În aceeași perioadă a îndeplinit și funcția de prefect al județului Prahova. Din 1859 a fost deputat și senator din partea Partidului Conservator în fiecare legislatură. Din 1902 a fost președinte al Societății Agrare a marilor proprietari.

Stema României adoptată în 1872. Proiectul aparține lui Șt. Grecianu

În 1867 a propus mai multe proiecte pentru stema României, dintre care ultimul va fi adoptat abia peste cinci ani, în 1872.
La 10 și 16 februarie 1890 Șt. Grecianu a interpelat în Senat cu privire la utilizarea greșită a stemei țării și la necesitatea studierii și fixării prin lege a stemelor districtuale. Drept urmare, la 13 aprilie 1890 primul-ministru Gheorghe Manu a numit o comisie în acest sens, formată din Ștefan D. Grecianu (președinte) și profesorii universitari V. A. Urechia și Grigore G. Tocilescu (secretar). În 1892, o dată cu schimbarea guvernului, comisia și-a încetat activitatea.
În 1900, după revenirea conservatorilor la putere, Grecianu a publicat rezultatele comisiei într-un volum ilustrat intitulat „Eraldica română”. Pe lângă propunerea unor steme districtuale (niciodată adoptate) autorul a realizat un studiu legat de evoluția heraldicii pe teritoriul României și un vocabular cu termeni heraldici. Aceștia din urmă nu vor fi folosiți însă de către heraldiștii care i-au urmat lui Grecianu, fiind preferată terminologia propusă de generalul P. V. Năsturel. Totuși, prin concluziile asupra heraldicii românești, pe care o socotea ca și inexistentă, a frânat dezvoltarea acestei discipline în România și a diminuat interesul istoricilor români pentru heraldică. Multe dintre concluziile sale aveau să fie parțial sau total infirmate de către studiile ulterioare.
A fost bunicul pe linie maternă al arhitectului Paul Emil Miclescu.

## Opera
- Eraldica română (București, 1900);
- Câteva documente (1902);
- Discurs (1902);
- Dela Bucuresci la Sarmisegetusa O excursiune istorică în Ardeal (1903);
- Scrierile lui Radu Logofătul Cronicarul (1904);
- Familia Lamotescu (1906);
- Șirul Voievozilor cu divane (1907);
- Istoricul moșiii Grecii (1910);
- Genealogiile documentate ale familiilor boierești, 2 vol. (1913 - 1916).

A mai scris două studii cu privire la cronicari, publicate în „Revista Română” și „Românul”.